# 金砂三李
金砂三李，指的是李宏平、李巧贤（女）和李德亮，三人都是跳水运动员，三人都是出生于汕头市金砂乡（今汕头市金平区金砂街道），小学都是就读于金砂小学。1980年代“金砂三李”共创中国跳水辉煌，李宏平更是中国跳水第一个男子世界冠军得主。
当地政府以金砂三李为原型，建有雕像崛起。